# Infraction formelle
Une infraction formelle ou infraction de moyen est un comportement interdit par la loi où sa mise en œuvre suffit à une sanction, même s'il est réalisé sans dommage.
L'infraction formelle s'oppose aux infractions matérielles. Exemple : empoisonnement